# Tsuyoshi Watanabe
Tsuyoshi Watanabe (jap. 渡辺 剛, Watanabe Tsuyoshi; * 5. Februar 1997 in der Präfektur Saitama) ist ein japanischer Fußballspieler.

## Karriere

### Verein
Tsuyoshi Watanabe erlernte das Fußballspielen in den Jugendmannschaften vom Obukuro FC und dem FC Tokyo, der Schulmannschaft der Yamanashi Gakuin University High School sowie der Universitätsmannschaft der Chūō-Universität. Von Juli 2018 bis Januar 2019 wurde er an den FC Tokyo ausgeliehen. Der Verein, der in der Präfektur Tokio beheimatet ist, spielte in der ersten Liga, der J1 League. In der ersten Mannschaft kam er 2018 nicht zum Einsatz. Er spielte dreimal in der U23-Mannschaft, die in der dritten Liga, der J3 League, spielte. Nach Ende der Ausleihe wurde er von dem Erstligisten fest verpflichtet. 2019 spielte er zwanzig Mal in der ersten Liga und dreimal in der dritten Liga. Im Finale um den J.League Cup 2020 besiegte Tokyo am 4. Januar 2021 Kashiwa Reysol mit 2:1.
Ende Dezember 2021 wechselte er zum belgischen Erstdivisionär KV Kortrijk, bei dem er einen Vertrag bis zum Ende der Saison 2024/25 unterschrieb. Watanabe ist der erste Japaner, der jemals von Kortrijk verpflichtet wurde. In seiner ersten Saison bestritt er 7 von 14 möglichen Ligaspielen. In der nächsten Saison wurde er bei allen 34 Ligaspielen eingesetzt, bei denen er ein Tor schoss, sowie in beiden Pokalspielen des Vereins. Während der gesamten Saison verpasste Watanabe nicht eine Spielminute.
Der Abwehrspieler wechselte zur Saison 2023/2024 zum Ligakonkurrenten KAA Gent, bei dem er Mitte Juni 2023 einen langfristigen Vertrag mit einer Laufzeit von vier Jahren unterzeichnete. In seiner ersten Saison bestritt er 36 von 41 möglichen Ligaspielen, in denen er zwei Tore schoss, zwei Pokalspiele und 14 Spiele im Europapokal mit einem geschossenen Tor. In der nächsten Saison waren es 34 von 40 möglichen Ligaspielen mit wiederum zwei Toren, ein Pokalspiel und 13 Spiele im Europapokal mit einem Tor.
Im Sommer 2025 wechselte Watanabe zu Feyenoord Rotterdam.

### Nationalmannschaft
Tsuyoshi Watanabe bestritt am 14. Dezember 2019 sein erstes Länderspiel für die japanische A-Nationalmannschaft. Er kam beim 5:0-Sieg bei der Ostasienmeisterschaft in Südkorea gegen Hongkong zum Einsatz. Zu weiteren Einsätzen in der A-Nationalmannschaft kam er erst im November 2023 und Januar 2024.

## Erfolge
FC Tokyo
- J.League Cup: 2020